# Zinder (Region)
Die Region Zinder [zɛ̃ˈdɛːr] ist eine der sieben Regionen Nigers und liegt im Süden des Landes. Ihre Hauptstadt ist Zinder. Die Region hat 3.539.764 Einwohner (2012).

## Geographie

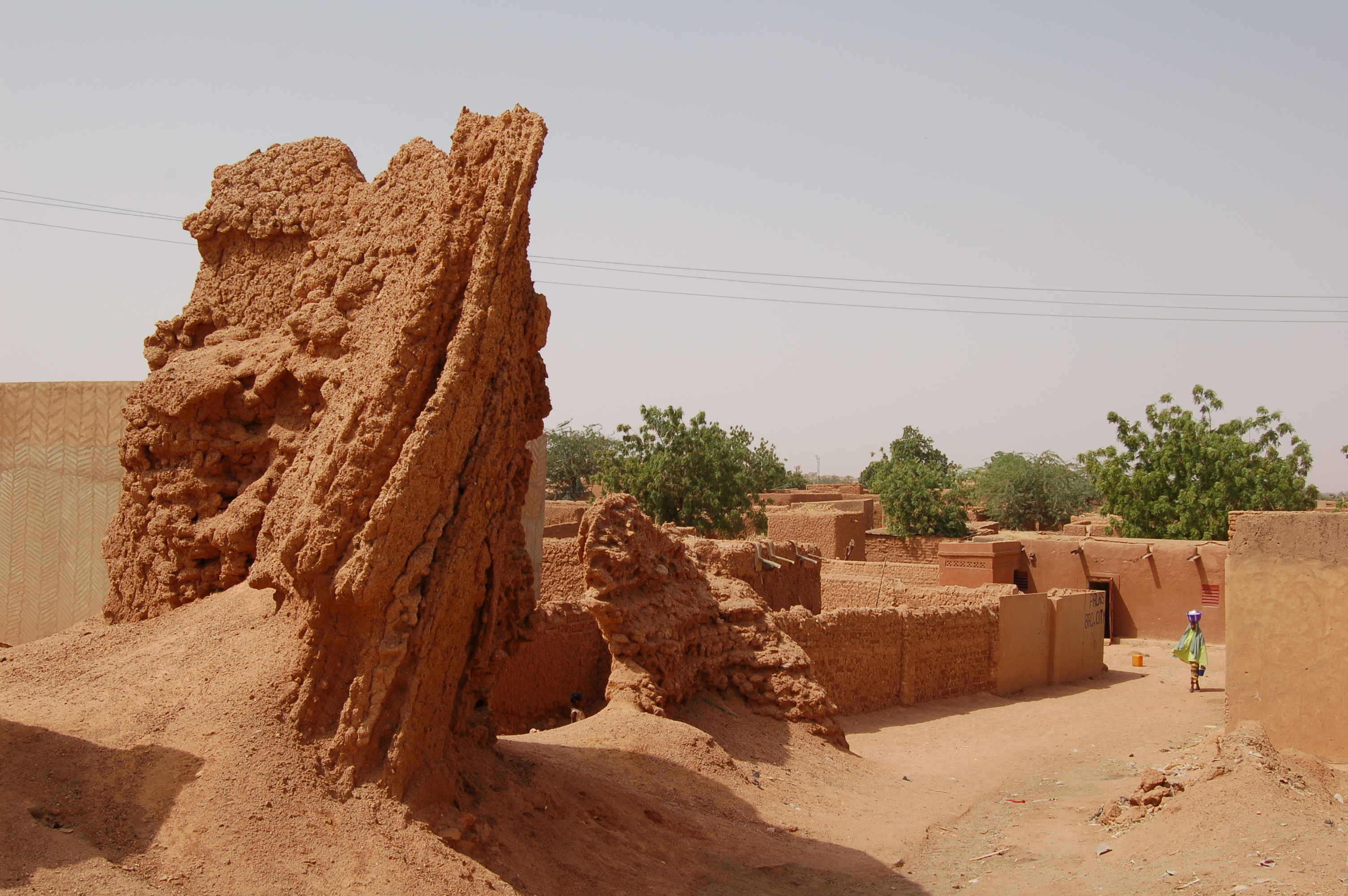
Straßenszene in der Hauptstadt Zinder (2007)

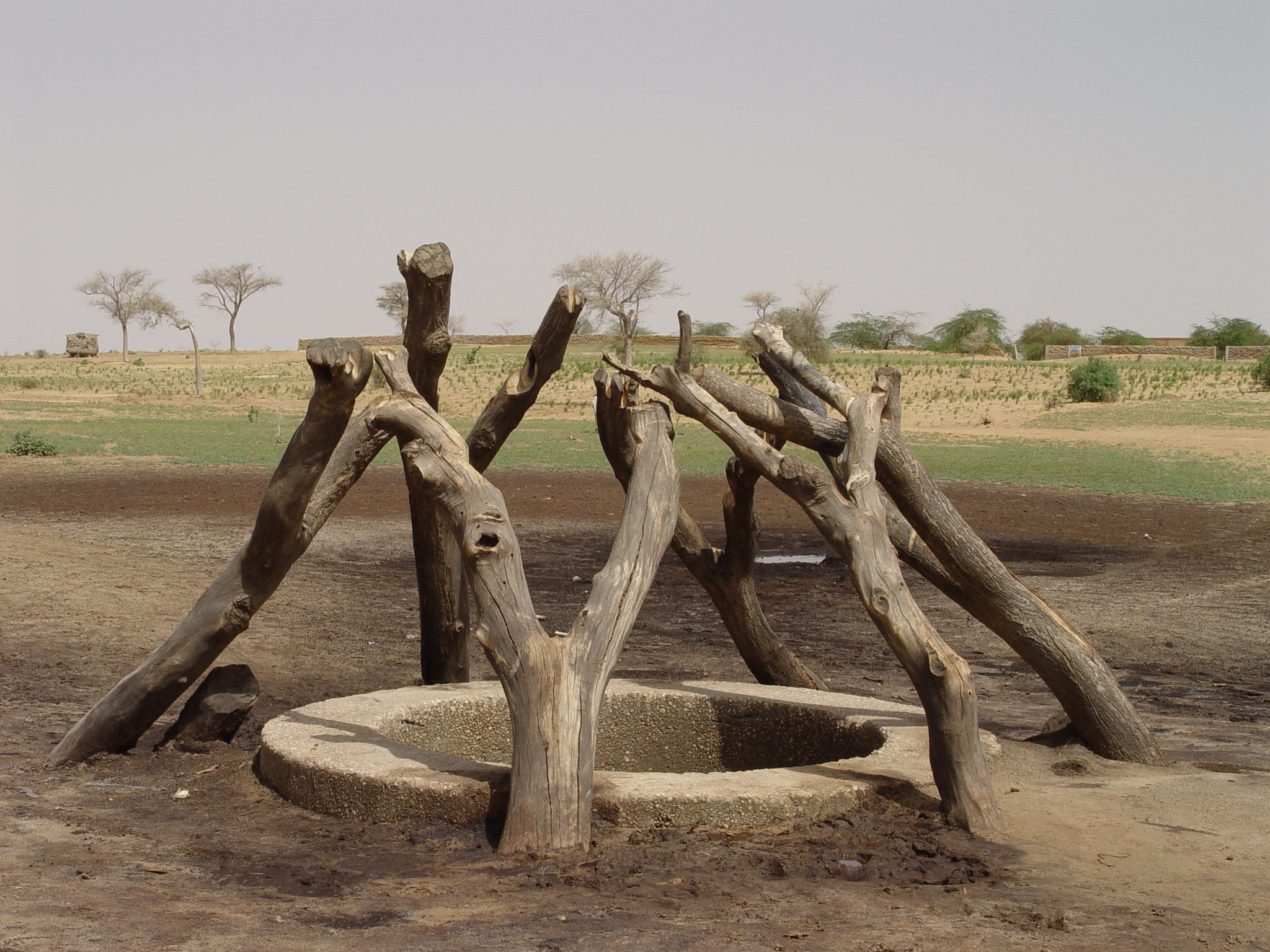
Ein ländlicher Brunnen in der Region Zinder (2004)

Zinder grenzt an drei Seiten an weitere nigrische Regionen: im Osten an Maradi, im Norden an Agadez und im Westen an Diffa. Südlich von Zinder liegen die nigerianischen Bundesstaaten Jigawa, Katsina und Yobe. In ihrem geologischen Aufbau ist die Region vor allem im Osten dem Erdzeitalter Quartär und vor allem im Westen dem Erdzeitalter Mesozoikum zuzurechnen. Im Süden gehören kleinere Abschnitte zum Erdzeitalter Präkambrium.
Die Region Zinder ist in die zehn Departements Belbédji, Damagaram Takaya, Dungass, Gouré, Magaria, Kantché, Mirriah, Takeita, Tanout und Tesker unterteilt.
Im Norden der Region liegt das bis zu 710 Meter hohe Termit-Massiv, von dessen südlichen Ausläufern das Tal der Dilia de Lagané bis in die Nachbarregion Diffa erstreckt. Größere Landschaften im Norden der Region Zinder sind der Damergou und Mounio. Zu den wichtigsten Oberflächengewässern zählen der Guidimouni-See und die Trockentäler Goulbi May Farou, Korama, Tarka und Zermou. Es gibt über eintausend kleine Seen und Teiche (mares) in der Region, von denen etwa zwanzig ständig Wasser führen.

## Geschichte
Die Region Zinder geht auf die französische Kolonialzeit zurück. Im Juli 1922 wurde Niger in neun Kreise (cercles) gegliedert, die aus Unterabteilungen (subdivisions) bestanden. Der Kreis Tahoua setzte sich aus den Unterabteilungen Zinder, Zinder-Centrale, Magaria und Tanout zusammen. Teile der späteren Region Zinder gehörten darüber hinaus zur Unterabteilung Gouré des gleichnamigen Kreises Gouré. Nach der Unabhängigkeit Nigers im Jahr 1960 wurde die Kreise am 1. Januar 1961 durch 31 Bezirke (circonscriptions) ersetzt.
Der unmittelbare Vorgänger der Region Zinder war das Departement Zinder, das durch eine am 1. Oktober 1965 in Kraft getretene Verwaltungsreform geschaffen wurde, die Niger in sieben Departements (départements) gliederte. Die damaligen Departements wurden schließlich am 14. September 1998 in Regionen (régions) umgewandelt, die in ihrerseits Departements unterteilt sind.
Die Region war von der Hungerkrise in Niger in den Jahren 2004–2006 betroffen.

## Politik

### Gouverneur
An der Spitze der Region steht ein vom Ministerrat Nigers ernannter Gouverneur. Er vertritt den Gesamtstaat. Vor der Umwandlung in eine Region wurde das Gebiet nicht von einem Gouverneur, sondern von einem Präfekten geleitet.
Liste der Präfekte (Auswahl)
- 1975–1979: Dandi Abarchi[5]
- 1979–1981: Bagnou Beido[6]
- 1981: Amadou Seyni Maïga (erste Amtszeit)[7]
- 1983–1988: Adamou Moumouni Djermakoye[8]
- 1988–1989: Amadou Seyni Maïga (zweite Amtszeit)[7]
- 1989–1990: Nouhou Bako[9]

Liste der Gouverneure (Auswahl)
- 2010–2011: Mohamadou Barazé[10]
- 2011–2013: Oumarou Saïdou Issaka[11]
- 2013–2016: Kalla Moutari[12]
- 2016–2021: Issa Moussa[13]
- 2021–2023: Laouali Amadou Madougou[14]
- 2023–2025: Labo Issoufou[15]
- seit 2025: Massalatchi Mahaman Sani[16]

### Regionalrat
Der Regionalrat (conseil régional) von Zinder ist ein Organ der Deliberation. Er setzt sich aus gewählten Mitgliedern und Mitgliedern von Rechts wegen zusammen. Letztere, die nicht mehr als ein Fünftel der durch Wahl vergebenen Sitze einnehmen dürfen, sind Vertreter der chefferie traditionnelle, der traditionellen Herrscher. Dazu zählt beispielsweise der Sultan von Zinder. Der Regionalrat von Zinder hat 41 gewählte Mitglieder.
Der Präsident des Regionalrats (président du conseil) und dessen ein bis zwei Stellvertreter sind ein Organ der Exekutive in der Region.

## Bevölkerung

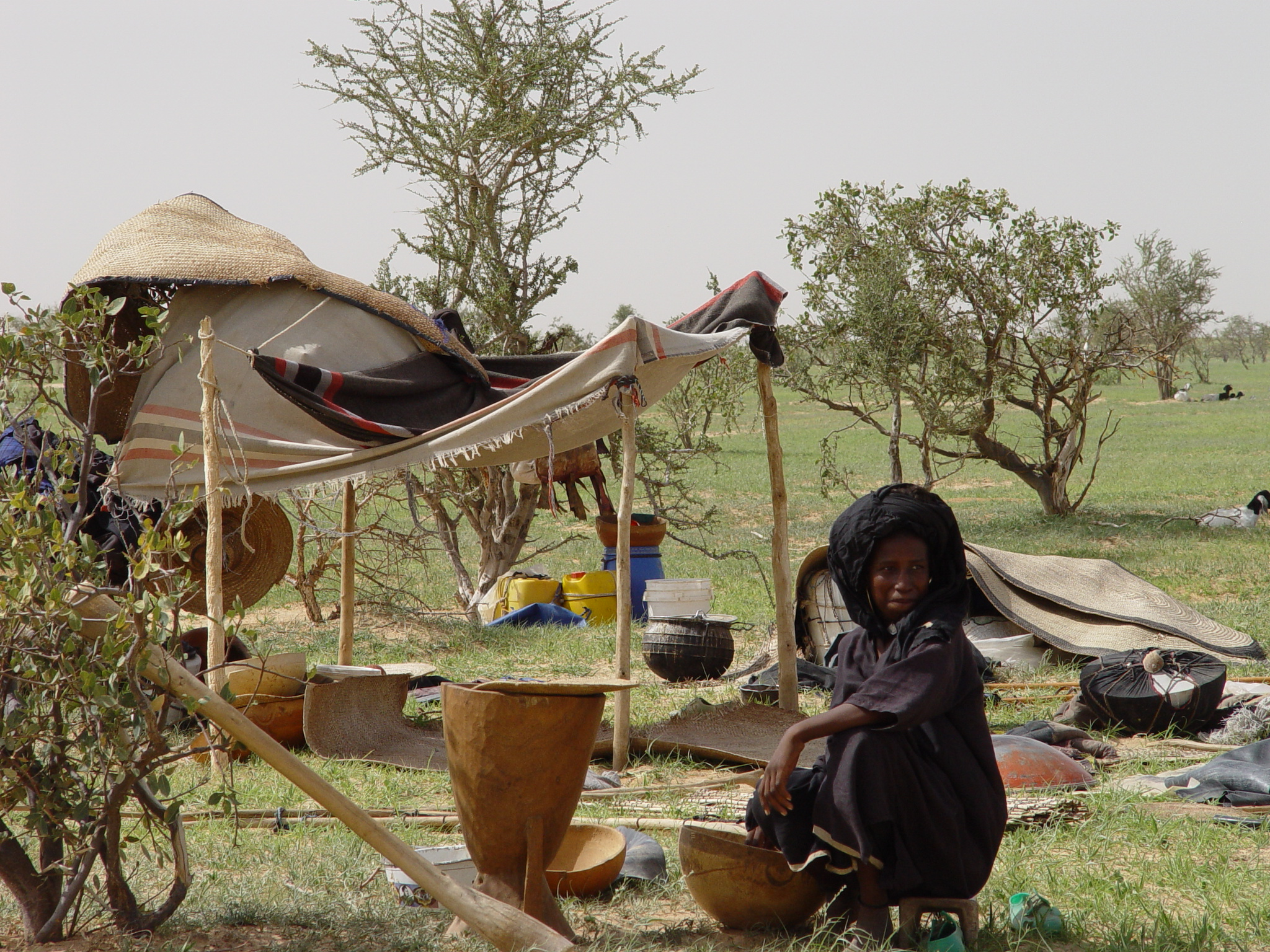
Eine Fulbe-Nomadin in der Region Zinder (2004)

Das Gebiet der Region Zinder hatte 1960, im Jahr der Unabhängigkeit Nigers, etwa 609.000 Einwohner. Die Volkszählung 1977 ergab 1.002.225 Einwohner, die Volkszählung 1988 1.406.943 Einwohner und die Volkszählung 2001 2.080.250 Einwohner. Die Volkszählung 2012 ergab 3.539.764 Einwohner.
Die Bevölkerungsmehrheit in der Region stellen die Hausa mit 69 %. Weitere Volksgruppen in Zinder sind Kanuri mit 13 %, Fulbe mit 9 %, Tuareg mit 7 % und Tubu mit 1 %.

## Wirtschaft und Infrastruktur
In der Region Zinder gibt es 2277 Grundschulen, davon sind 25 Privatschulen. Die Brutto-Einschulungsrate betrug im Schuljahr 2009/2010 64,9 % (landesweit 72,9 %), bei Mädchen 59,2 % (landesweit 63,9 %). Auf einen Grundschullehrer kamen durchschnittlich 35 Schüler (landesweit 39). Die Grundschulabschlussrate betrug 39,7 % (landesweit 49,3 %), bei Mädchen 36,5 % (landesweit 41,5 %).